# 左胃大網動脈
左胃大網動脈（ひだりいたいもうどうみゃく、英語: left gastroepiploic artery or 英語: left gastro-omental artery）は、脾動脈最大の枝であり、胃の大彎から約1横指または1横指以上離れたところを左から右に、大網膜の層の間を走り、右胃大網動脈と吻合する。
次の2つに分岐する。
- 胃枝: 胃の両表面に上昇するいくつかの枝
- 大網枝: 下降し大網膜に供給し、中結腸動脈の枝と吻合する。

## イメージ

胃への血液供給。左胃動脈及び右胃動脈、左胃大網動脈及び右胃大網動脈、短胃動脈

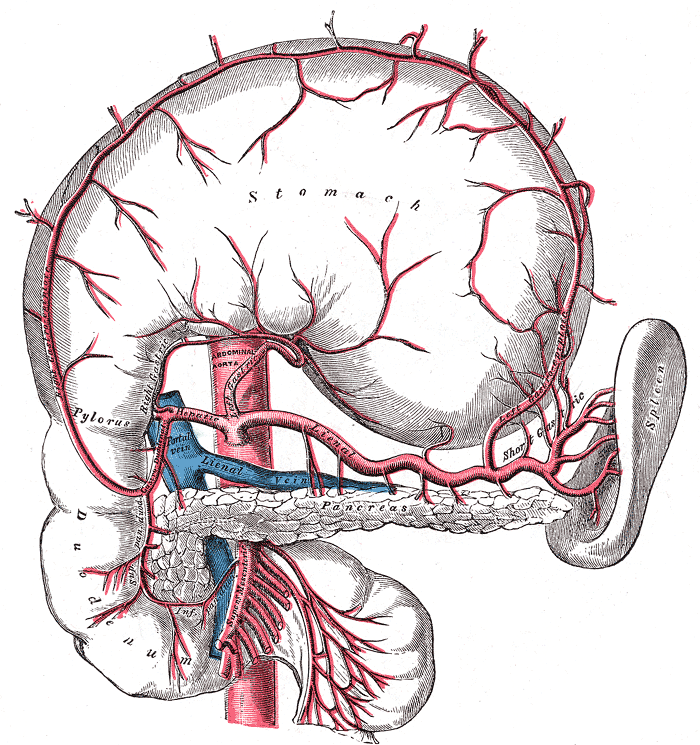
腹腔動脈の枝